# РГМ-40 «Кастет»
40-мм ручной гранатомёт РГМ «Кастет» предназначен для выведения из строя живой силы без летального исхода с помощью специальных боеприпасов (слезоточивого, ударного действия и т. д.), а также для поражения осколочными боеприпасами ВОГ-25 и ВОГ-25П настильным и навесным огнём открыто расположенной и находящейся в окопах, траншеях, на обратных скатах местности живой силы и других небронированных целей, недоступных для стрелкового оружия.

## Конструкция
Создан на основе подствольного гранатомёта ГП-30. Ударно-спусковой механизм гранатомёта самовзводного типа. Прицел складной, механический, учитывающий деривацию гранаты. Заряжание производится с дульной части ствола, разряжение — путём нажатия на выбрасыватель.
Приклад выдвижной.
Гранатомёт «Кастет» унифицирован с изделиями ГП-30 «Обувка», 6Г-30 и отличается улучшенными эргонометрическими характеристиками, повышенной скорострельностью и компактностью, возможностью вести стрельбу без установки на автомат или автоматическую винтовку. Прост и надёжен в эксплуатации.
Гранатомёт РГМ «Кастет» предназначен, прежде всего, для правоохранительных органов, тем более, что уже имеется ряд 40-мм выстрелов чисто «полицейского» назначения — например, газовый «Гвоздь», снабжённый рецептурой CS. Главным преимуществом РГМ, оснащённого складным плечевым упором, является компактность.